# 2009年NBA總決賽
2009年NBA总决赛是2008-09 NBA賽季的最後一個系列賽，由東部聯盟冠軍奥兰多魔术與西部聯盟冠軍洛杉磯湖人對決。最终湖人以4-1的总比分击败魔术夺冠，第十五次奪得總冠軍，科比·布莱恩獲得本年的總決賽MVP。
總決賽第一場賽事在湖人主場洛杉磯史戴波中心進行，洛杉磯湖人以100:75輕鬆擊敗奧蘭多魔術，總比分以1:0領先。科比·布萊恩取得40分、8籃板和8助攻的準大三元數據，並且刷新了他的總決賽得分紀錄。
第二場賽事仍在同一場地，洛杉磯湖人延長賽以101:96擊敗奧蘭多魔術，總比分以2:0領先。科特尼·李的空中接力最後一擊失敗，令比賽加時，但這球有爭議，有人覺得最後一擊會失敗是因為保羅·加索的手從籃筐中間伸出去幹擾了李的上籃，不過裁判沒有作出判決。
第三場賽事在魔術主場安利球館進行，奧蘭多魔術以108:104擊敗洛杉磯湖人，總比分追回2:1。魔術此戰的投籃命中率高達62.5%，這是他們勝出這場比賽的原因之一，魔術並且打破總決賽的投籃命中率記錄。
第四場賽事仍在魔術主場進行，洛杉磯湖人延長賽以99:91擊敗奧蘭多魔術，總比分以3:1領先。德瑞克·費雪在最後一刻射入3分球，令比賽加時。雖然魔術主將德懷特·霍華德取得破自己總決賽紀錄的21個籃板及破總決賽紀錄的9個封阻，但未能協助魔術勝出。
第五場賽事在魔術主場安利球館進行，洛杉磯湖人以99:86擊敗奧蘭多魔術，總比分以4:1擊敗魔術取得本年度的總冠軍。

## 季後賽
| 洛杉磯湖人                                              | 洛杉磯湖人 | 奧蘭多魔術 | 奧蘭多魔術                                            |
| ------------------------------------------------------- | ---------- | ---------- | ----------------------------------------------------- |
| 65–17 (.793) 太平洋賽區第一名，西部第一名，全聯盟第二名 | 常規賽     | 常規賽     | 59–23 (.720) 東南賽區第一名，東部第三名，全聯盟第四名 |
| 4-1擊敗犹他爵士                                         | 第一輪     | 第一輪     | 4-2擊敗費城76人                                       |
| 4-3擊敗休士頓火箭                                       | 分區半決賽 | 分區半決賽 | 4-3擊敗波士頓塞爾特人                                 |
| 4-2擊敗丹佛金塊                                         | 分區決賽   | 分區決賽   | 4-2擊敗克利夫蘭騎士                                   |

## 常規賽對陣
奧蘭多魔術在雙方的兩次的常規賽對陣中全部勝出
| 2008年12月20日 |

| Recap |

| 洛杉磯湖人 103–106 奧蘭多魔術 |

| 2009年1月16日 |

| Recap |

| 奧蘭多魔術 109–103 洛杉磯湖人 |

## 總決賽賽程
這次七場四勝制的系列賽於2009年6月4日開始。而七場四勝再不是以2-2-1-1-1排列，而是2-3-2排列。降低優先球隊的主場優勢。
所有時間為美國東岸時間(北美东部时区)。(UTC−4)
| 6月4日 9:00 p.m. |

| Recap |

| 奧蘭多魔術 75–100 洛杉磯湖人                                             |  |                                                                    |
| 每節分數： 24–22、19–31、15–29、17–18                                    |  |                                                                    |
| 得分： 迈克尔·皮特鲁斯 14 篮板： 德怀特·霍华德 15 助攻： 贾米尔·尼尔森 4 |  | 得分： 科比·布莱恩 40 篮板： 拉玛尔·奥多姆 14 助攻： 科比·布莱恩 8 |

| 6月7日 8:00 p.m. |

| Recap |

| 奧蘭多魔術 96–101 洛杉磯湖人（OT）                                     |  |                                                                |
| 每節分數： 15–15、20–25、30–23、23–25、： 8–13                         |  |                                                                |
| 得分： 拉沙德·路易斯 34 篮板： 德怀特·霍华德 16 助攻： 拉沙德·路易斯 7 |  | 得分： 科比·布莱恩 29 篮板： 保罗·加索 10 助攻： 科比·布莱恩 8 |

| 6月9日 9:00 p.m. |

| Recap |

| 洛杉磯湖人 104–108 奧蘭多魔術                                     |  |                                                                                      |
| 每節分數： 31–27、23–32、21–22、29–27                             |  |                                                                                      |
| 得分： 科比·布莱恩 31 篮板： 特雷沃·阿里沙 7 助攻： 科比·布莱恩 8 |  | 得分： 德怀特·霍华德 & 拉沙德·路易斯 21 篮板： 德怀特·霍华德 14 助攻： 希度·圖告魯 7 |

| 6月11日 9:00 p.m. |

| Recap |

| 洛杉磯湖人 99–91 奧蘭多魔術（OT）                              |  |                                                                            |
| 每節分數： 20–24、17–25、30–14、20–24、： 12–4                 |  |                                                                            |
| 得分： 科比·布莱恩 32 篮板： 保罗·加索 10 助攻： 科比·布莱恩 8 |  | 得分： 希达耶特·特科格鲁 25 篮板： 德怀特·霍华德 21 助攻： 拉沙德·路易斯 4 |

| 6月14日 8:00 p.m. |

| Recap |

| 洛杉磯湖人 99–86 奧蘭多魔術                                    |  | |
| 每節分數： 26–28、30–18、20–15、23–25                          |  | |
| 得分： 科比·布莱恩 30 篮板： 保罗·加索 15 助攻： 科比·布莱恩 5 |  | 得分： 拉沙德·路易斯 18 篮板： 拉沙德·路易斯 & 德怀特·霍华德 10 助攻： 拉沙德·路易斯 & 贾米尔·尼尔森 4 |
| 湖人4–1擊敗魔術 夺得2009年NBA總冠军                            |  | |

## 球星對決
由於兩隊的主力球員分別為科比·布萊恩與德怀特·霍华德，因此稱為Kobe-Superman Final。不過在季後賽之初，球迷们原本期待的是2007-08以及2008-09前後兩年的年度MVP勒布朗·詹姆斯與科比·布萊恩的Lebron-Kobe Final。而本次总决赛也是NBA历史上高中生球员最多的一次。（科比、拜纳姆、刘易斯、霍华德）

## 統計
| 類別 | 最高                                              | 最高       | 平均          | 平均       | 平均          | 平均       |
| 類別 | 最高                                              | 最高       | 洛杉磯湖人    | 洛杉磯湖人 | 奧蘭多魔術    | 奧蘭多魔術 |
| 類別 | 球員                                              | 總數       | 球員          | 平均       | 球員          | 平均       |
| ---- | ------------------------------------------------- | ---------- | ------------- | ---------- | ------------- | ---------- |
| 得分 | 科比·布萊恩                                       | 40         | 科比·布萊恩   | 32.4       | 希度·圖告魯   | 18.0       |
| 籃板 | 德懷特·霍華德                                     | 21 (OT) 15 | 保羅·加索     | 9.2        | 德懷特·霍華德 | 15.2       |
| 助攻 | 科比·布萊恩                                       | 8          | 科比·布萊恩   | 7.4        | 拉沙德·路易斯 | 4.0        |
| 偷球 | 德懷特·霍華德 米高·皮特魯斯                       | 4 (OT) 3   | 特雷沃·阿里沙 | 1.8        | 德懷特·霍華德 | 1.6        |
| 阻攻 | 德懷特·霍華德 马尔钦·戈塔特 科比·布萊恩 保羅·加索 | 9 (OT) 4   | 保羅·加索     | 1.8        | 德懷特·霍華德 | 4.0        |

## 電視轉播
除了ABC（美國）和TSN（加拿大）為本年NBA總決賽進行電視轉播外，全球各地電視轉播如下：
| - 阿根廷: Canal 7 - : ESPN - 比利时: Be 1 and Prime Sport 1 - : Great Belize Television and Tropical Vision Limited (all games except games 2 and 5 joined in progress; Sunday games covered in full) - 巴西: ESPN Latin America - 中國: CCTV-5以及多個地方電視台體育頻道 - 丹麦: DK4 Sport - : Antena Latina - 芬兰: Urheilukanava - 法國: Sport+ - 德国: Premiere Sport - 希腊: Sport+ - 香港: ESPN，香港有線電視體育台，衛視體育台，無綫電視明珠台和高清翡翠台 - 匈牙利: Sport1, Sport2 - 印度: ESPN - 印度尼西亞: ESPN, Jak TV, Star Sports - 義大利: Sky sport | - 以色列: Sport 5 - 日本: J Sports Plus, NHK BS-1, SkyPerfecTV - : SBS Sports, Star Sports - 拉脫維亞: LTV7 - 墨西哥: TVC - Middle East, North Africa: ART Sport 3 - 荷蘭: Sport1 - 菲律賓: C/S 9, Basketball TV - 波蘭: Canal+Sport1 - 葡萄牙: Sport TV 1 - 俄羅斯: NBA TV - 西班牙: Canal +, Cuatro - 瑞典: TV4 AB - 臺灣: 緯來體育台、衛視體育台 - 泰國: ESPN - 土耳其: NTV - 英国: Five - 委內瑞拉: Sport Plus |

## 註腳
1. ↑  Global NBA Programming （页面存档备份，存于）, NBA.com